# Blaha Lujza tér metróállomás
A Blaha Lujza tér a budapesti M2-es metróvonal egyik állomása a Keleti pályaudvar és az Astoria között.
A felszíni tér középpontjában állt a Népszínház épülete, melynek épülete a Népszínház társulatának 1908-as feloszlatását követően a Nemzeti Színház társulatának adott otthont. A metró építésének ürügyén a felújításra szoruló épületet 1965 márciusában felrobbantották. Más tervekkel a lerombolás megelőzhető lett volna, és az épület ma is újjáépíthető lenne.

## Jellemzői
Az állomás mélyvezetésben épült, háromalagutas, középperonos kialakítású. Az M2-es metróvonal 2003-tól 2007-ig tartó felújítása során 2004-ben újították fel. A mozgólépcsők a Blaha Lujza tér alatti aluljáróba csatlakoznak.

## Átszállási kapcsolatok
| Blaha Lujza tér | 5, 7, 7E, 8E, 99, 107, 108E, 110, 112, 133E, 217E 4, 6, 28, 28A, 37, 37A, 62 74 | Nemzeti Fogyasztóvédelmi Hatóság, Óbudai Egyetem-BGK, Corvin Áruház, New York-palota, Uránia Nemzeti Filmszínház, Szent Rókus Kórház, EMKE szálloda, Nemzeti szálloda |

## Galéria
- Metróépítés a Blaha Lujza téren
- Az állomás elosztócsarnoka
- Az Örs vezér tere irányú vágány peronja